# Jan Jansz. de Heem
Jan Jansz. de Heem ou Jan de Heem II ou Jan Janszoon de Heem (1650, Anvers - après 1695) est un peintre flamand du siècle d'or néerlandais. Il est connu pour ses peintures de natures mortes.

## Biographie
Il est né en 1650 à Anvers et y est baptisé le 2 juillet 1650. 
Il est le fils du peintre Jan Davidszoon de Heem et d'Anna Ruckers, épousée en secondes noces. Il est le demi-frère du peintre Cornelis de Heem issu du premier mariage de Jan Davidszoon de Heem. Jan Jansz. de Heem étudie la peinture de natures mortes auprès de son père à Utrecht. Il devient son assistant dans son atelier de peinture à Utrecht de 1667 à 1672. On a souvent tendance à confondre les œuvres du père et du fils, qui portent la signature "J de Heem".
Il meurt après 1695.

## Œuvres
- Nature morte: Une scène de banquet[3], The Metropolitan Museum of Art, New York
- Nature morte avec un singe[4], The Wallace Collection, Londres